# Klein Kussewitz
Klein Kussewitz este o comună din landul Mecklenburg-Pomerania Inferioară, Germania.